# Protonoceras leucocosma
Protonoceras leucocosma is een vlinder van de familie van de grasmotten (Crambidae). De wetenschappelijke naam van deze soort is voor het eerst voorgesteld als Archernis leucocosma door de Australische arts en amateur-entomoloog Alfred Jefferis Turner in een publicatie uit 1908. Het type werd aangetroffen in Kuranda in het noorden van Queensland in Australië. Het epitheton leucocosma is volgens Turner afgeleid van leukokosmos, "met witte versiering".